# Rosoboronexport
Rosoboronexport S.A. (en ruso: OAO Рособоронэкспорт) es la principal agencia estatal intermediaria para la exportación/importación de productos relacionados con la defensa. Fue creada mediante un decreto por Vladímir Putin tras la fusión de dos empresas estatales, Rosvoorouzhenie y Promexport.
El estatus oficial de Rosoboronexport asegura el apoyo del gobierno ruso en todas las operaciones de exportación. Sólo la Corporación Rosoboronexport está autorizada para suministrar al mercado internacional la gama entera de armamento ruso oficialmente tenido en cuenta para exportación.
Rosoboronexport está entre los principales operadores en el mercado de armas internacional. El estatus de agencia intermediaria estatal provee a la corporación de oportunidades únicas con socios extranjeros.

## Historia

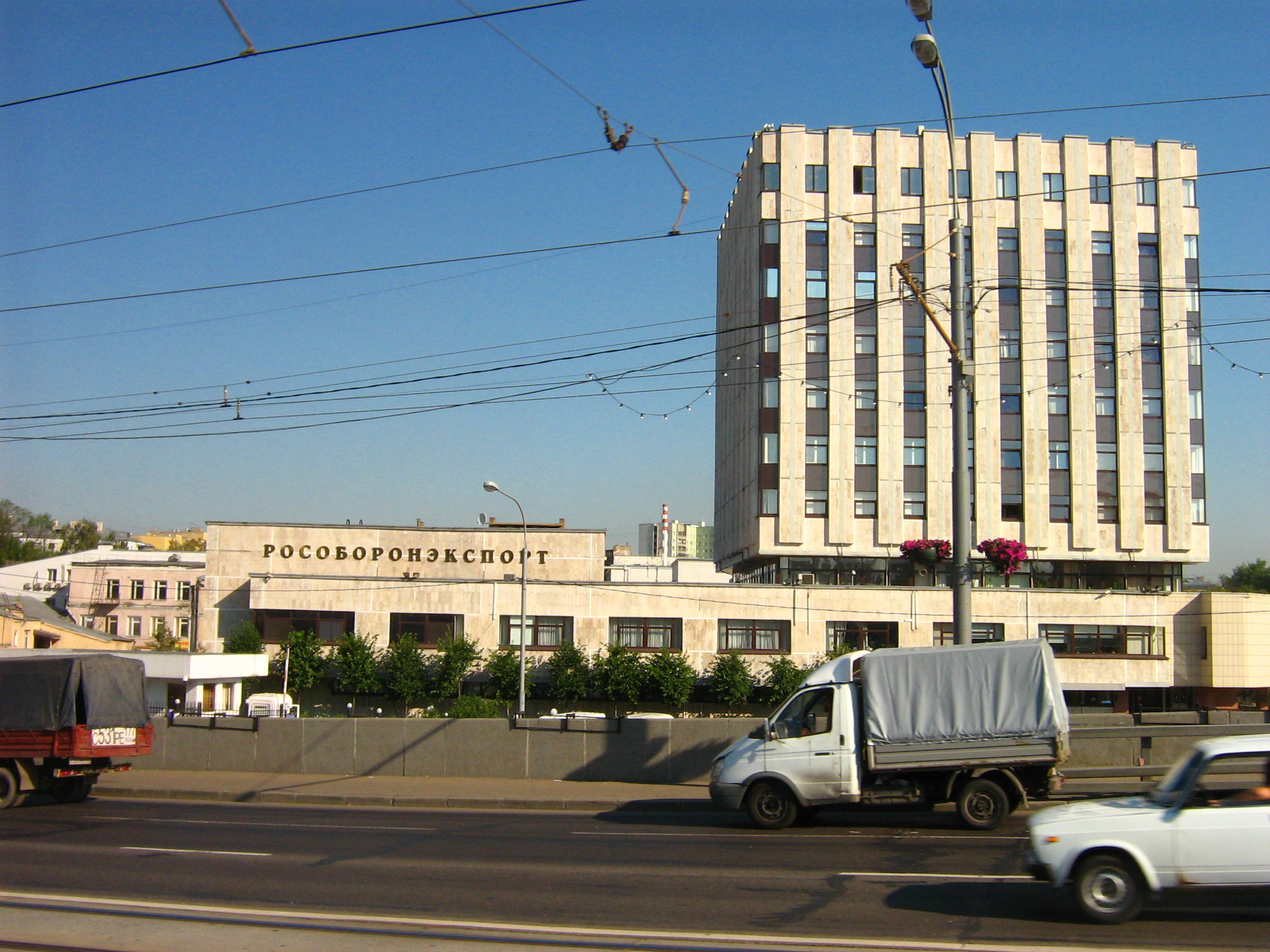
La sede social de Rosoboronexport en la calle Stromynka número 27, Moscú

La nueva empresa exportadora Rosoboronexport es un sucesor legal de las anteriores entidades autorizadas de la exportación por parte de los entes estatales de armamento existentes en la antigua Unión Soviética y en su mayor heredera, la nueva Federación Rusa. Antes de finales de los años 1990, había dos empresas estatales intermediarias en el país, Rosvooruzhenie y Promexport.
El 4 de noviembre de 2000, la empresa Rosoboronexport Unitaria fue creada por el Decreto N.º 1834 como la única agencia estatal intermediaria para las exportaciones/importaciones militares rusas, fusionándose así, las dos empresas anteriormente nombradas.
En solo dos años, la nueva corporación estatal había exportado equipamiento militar por valor total de 8.200 millones de dólares, frente a los 5.200 millones de dólares en armas rusas adquiridas a los exportadores estatales anteriores, entre noviembre de 1998 y el mismo mes de 2000, y el libro de pedidos de Rosoboronexport, logró aumentar su valor desde 10.600 millones de dólares a finales de 2000 hasta 12.600 millones. 
El 4 de agosto de 2006, la administración del presidente de Estados Unidos George W. Bush impuso sanciones contra Rosoboronexport, acusándola de proveer de suministros a Irán, en violación del Acta de No Proliferación Iraní, firmada el 14 de marzo de 2000. Esta Acta autoriza al Presidente de los Estados Unidos a tomar acciones punitivas contra individuos u organizaciones, que suministren materiales útiles para el desarrollo de armas de destrucción masiva a la República Islámica de Irán. El Ministerio de Defensa ruso dijo que esto reflejaba la molestia estadounidense por la reciente venta de armas a Venezuela. Rosoboronexport ahora tiene prohibido hacer negocios con el Gobierno Federal de los Estados Unidos.
El 19 de enero de 2007, el presidente ruso Vladímir Putin, firmó un decreto que hace a Rosoboronexport responsable exclusiva de todas las exportaciones de armas.
Rosoboronexport opera en más de sesenta países, con representación permanente en cuarenta y cuatro. También cuenta con 26 oficinas de representación en las principales regiones industriales de Rusia.

## Hechos y cifras
Rosoboronexport:
- Representa el potencial intelectual y productivo del complejo industrial-militar ruso, con más de 1500 institutos de investigación, agencias de diseño y plantas de fabricación.
- Coopera con más de 60 países
- Tiene su cuartel general en Moscú,  oficinas representativas en 44 países extranjeros, y en 26 regiones industriales en Rusia.

Actividad de Negocios:
- Exportación/importación de equipo militar y materias primas estratégicas.
- Logística y mantenimiento, entrega de repuestos, herramientas y accesorios, líquidos especiales, combustible y lubricantes requeridos, para el correcto funcionamiento del los materiales suministrados.
- Asistencia técnica en la construcción de nueva infraestructura de defensa, incluyendo, plantas manufactureras de armamento, aeródromos, depósitos, centros de entrenamiento, etc.
- Entrega de componentes, partes  y material para la fabricación de armas bajo licencia.
- Mejora y modernización permanente, de sistemas de armas antes suministrados.
- Entrenamiento de personal en Rusia y en las instalaciones del cliente.
- Promoción de tecnologías innovadoras, con propósitos civiles, desarrolladas por las industrias de defensa rusas.

## Conducción
Sergey Chemezov era el director general de Rosoboronexport en el periodo 2004-2007